# Lloyd Tyrell-Kenyon
Pour les articles homonymes, voir Tyrell et Kenyon.
Lloyd Tyrell-Kenyon (5 juillet 1864-30 novembre 1927), est un pair britannique et un homme politique conservateur.

## Jeunesse
Né à Wilmore Crescent, à l'ouest de Londres, il est le fils de l'hon. Lloyd Kenyon, fils de Lloyd Kenyon, 3e baron Kenyon. Il succède à son grand-père comme quatrième baron Kenyon en 1869. Il fait ses études au Collège d'Eton et est entré à Christ Church, Oxford en 1882.

## Carrière politique
Lord Kenyon prend son siège à la Chambre des lords pour son 21e anniversaire en 1885. En décembre 1900, il est nommé Lord-in-waiting (whip du gouvernement à la Chambre des Lords) dans le gouvernement conservateur de Lord Salisbury, poste qu'il conserve jusqu'en 1905, les trois dernières années sous la direction d'Arthur Balfour. Il occupe le même poste, dans le gouvernement de coalition de David Lloyd George, de 1916 à 1918.
Il s'investit dans la politique locale comme membre du conseil du comté de Flintshire, est lieutenant adjoint et juge de paix pour le comté de Shropshire et juge de paix pour le comté de Flintshire.
Outre sa carrière politique, il est également Lord Lieutenant du Denbighshire de 1918 à sa mort. Il est pro-chancelier de l'Université du pays de Galles à partir de 1910 et président du North Wales University College, ainsi que président du Musée national du pays de Galles à partir de 1923. En 1924, il est devenu président de la Commission des salaires agricoles et du Comité consultatif sur le lait.
Il succède à Stanley Leighton comme trésorier de l'infirmerie Salop à Shrewsbury en 1901.
Lord Kenyon est fait KCVO en 1907 et Chevalier de l'Ordre de Saint-Jean de Jérusalem. Il est également Grand-Croix de l'Ordre de Dannebrog du Danemark et de l'Ordre de la Couronne d'Italie.

## Service militaire
Lord Kenyon sert dans le Shropshire Yeomanry, promu lieutenant en 1886, capitaine en 1889 et major le 14 décembre 1901. Il est lieutenant-colonel commandant le régiment de 1907 à 1912. Il est ensuite promu colonel à part entière et nommé Aide de camp du roi George V en 1912.
Au cours de la Première Guerre mondiale il sert en tant que commandant du Welsh Horse Yeomanry de 1914 à 1916.
Il reçoit la Territorial Decoration en 1909.

## Famille
Il prend le nom de famille supplémentaire de Tyrell en 1912. Il épouse Gwladys Julia Howard, fille du colonel Henry Richard Lloyd Howard, en 1916. Il est décédé à son domicile, Gredington Hall, Flintshire, d'une typhoïde contractée par une piqûre de moustique en novembre 1927, à l'âge de 63 ans. Il est enterré à l'église paroissiale de St Chad's, Hanmer. Son fils unique Lloyd lui succède. Lady Kenyon est décédée en 1965.